# Turks kenteken

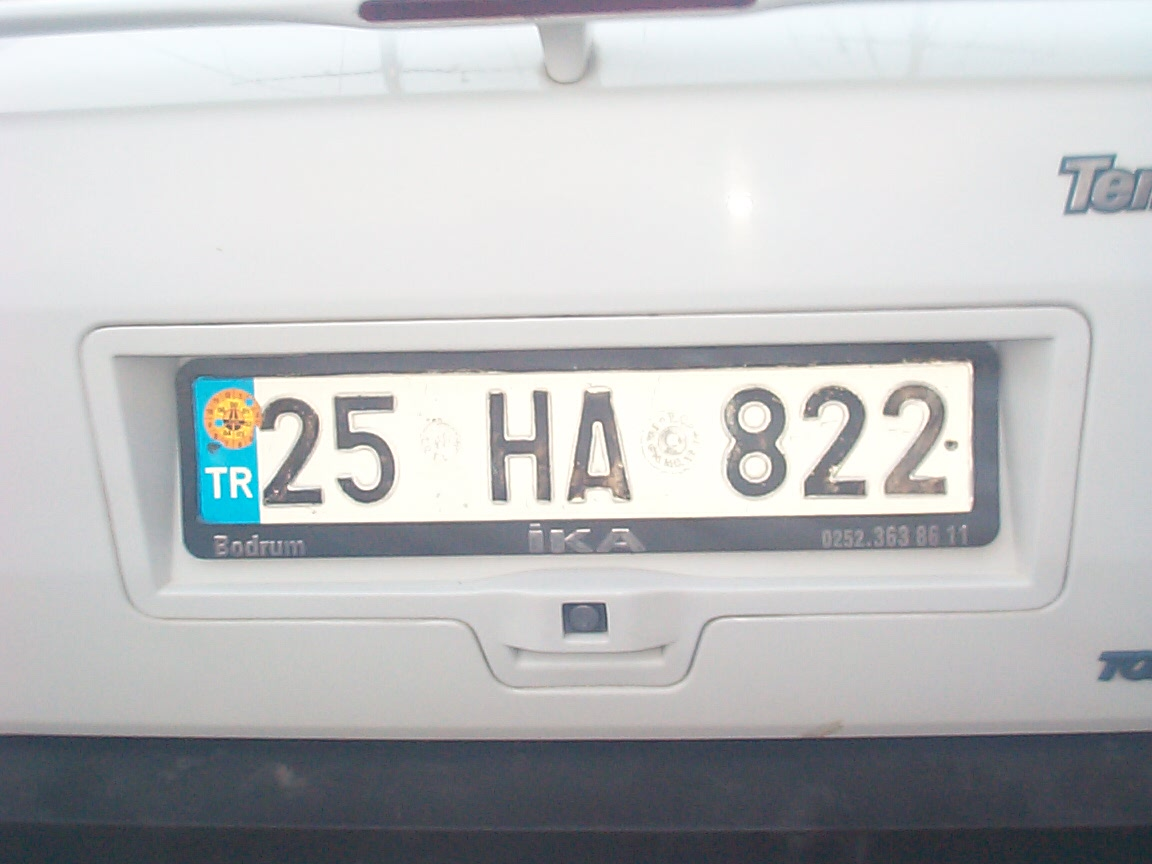
Een Turkse kentekenplaat

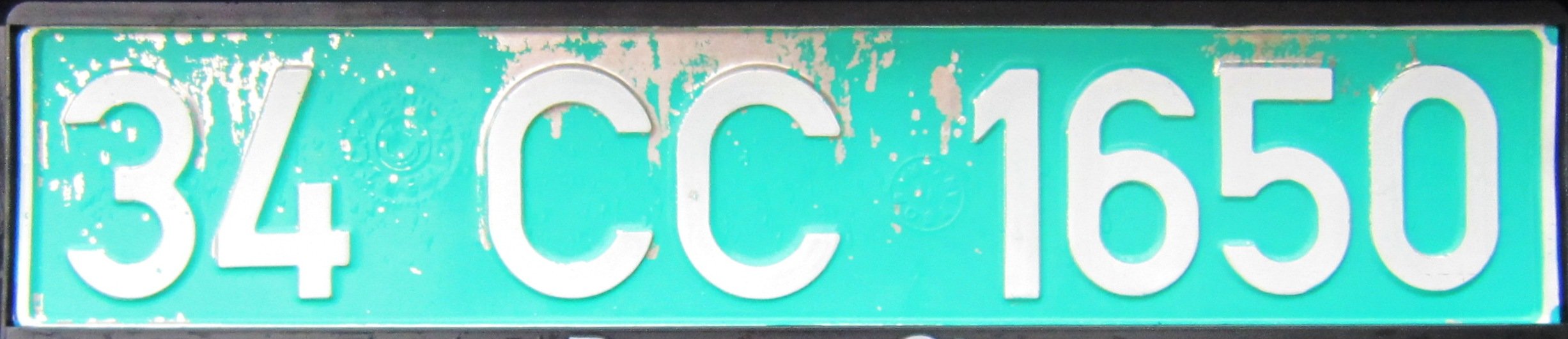
Consulaire plaat

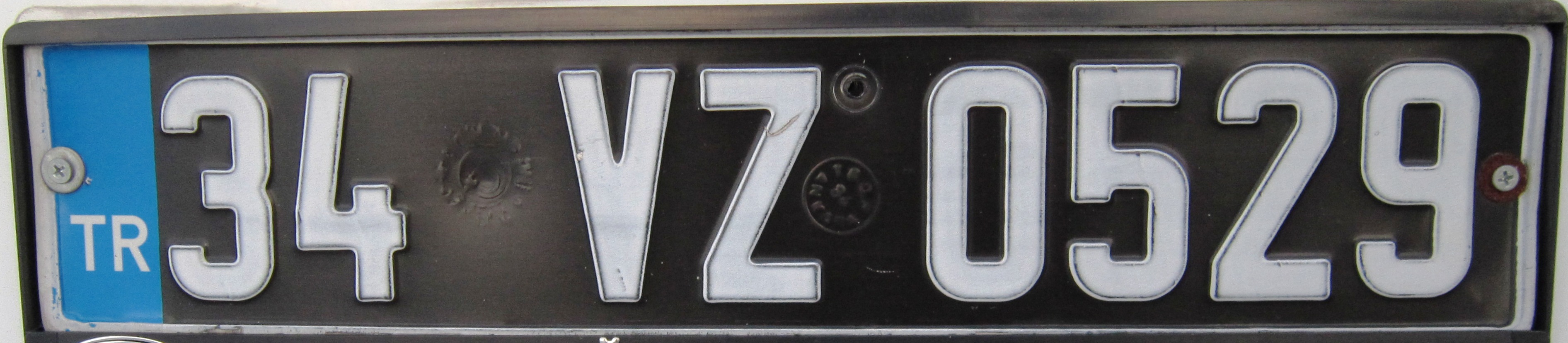
overheidsplaat

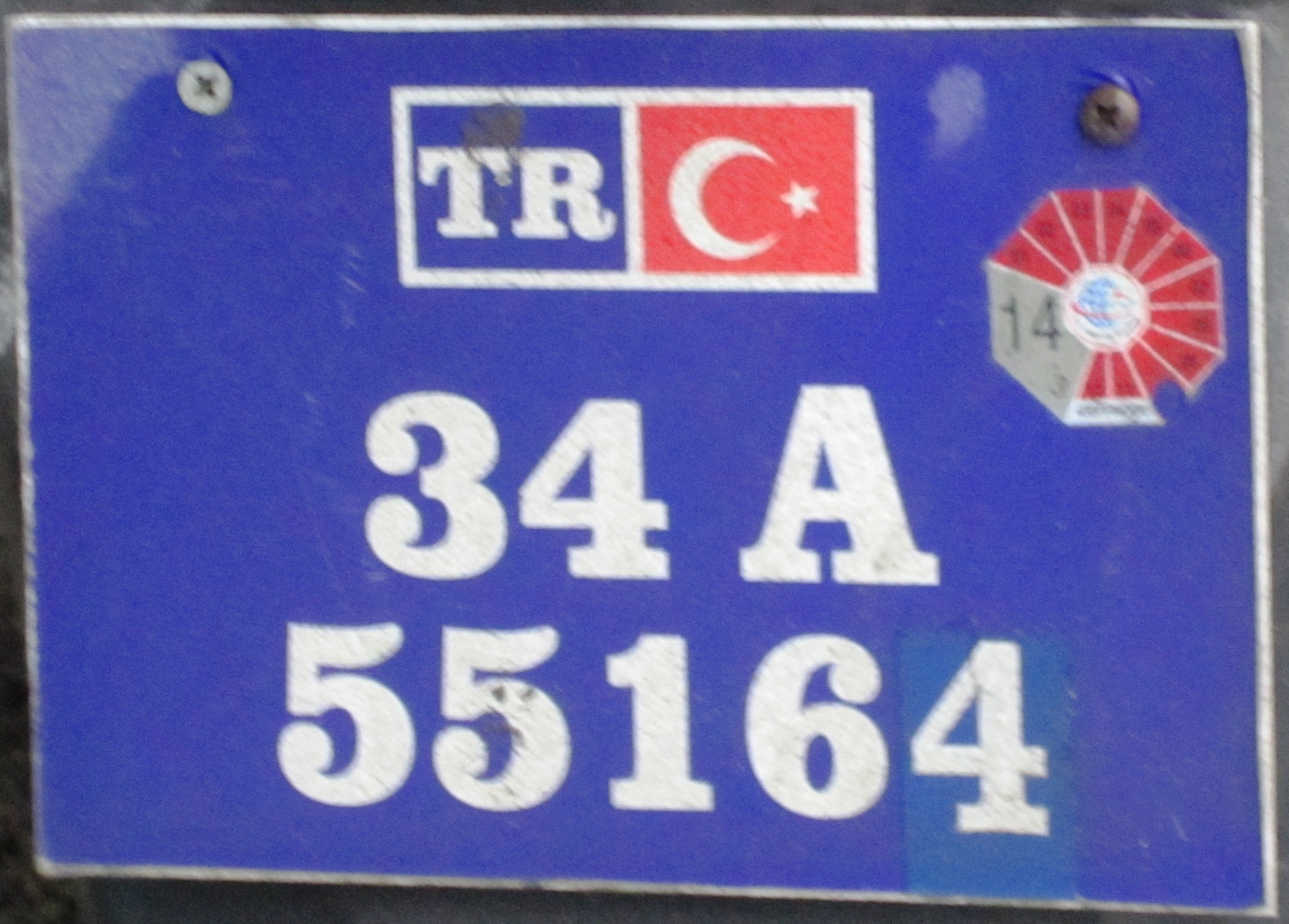
politie plaat

Een Turks kenteken is een kenteken van een voertuig uit Turkije. Het bestaat uit cijfers en letters. Het kenteken begint (gewoonlijk) met een cijfercode die de provincie waar het voertuig geregistreerd staat aangeeft. Deze code bestaat uit twee cijfers tussen 01 en 81.
De kentekenplaat van Turkije is een rechthoekige plaat van aluminium. Aan de linkerkant is een klein blauw balkje van 4x10 centimeter waarin de landcode, TR, staat. De tekst op de plaat is zwart op een witte achtergrond bij burgervoertuigen en wit op een zwarte achtergrond bij officiële voertuigen. 

## Kentekenplaten
De platen zien er als volgt uit:
- "99 X 9999", "99 X 99999"
- "99 XX 999", "99 XX 9999" of
- "99 XXX 99", "99 XXX 999".

Elke provincie heeft hierbij de keuze voor een bepaalde lettercombinatie. Zo is het kenteken van een dolmus uit Ankara "06 J 9999", terwijl een dolmus uit Eskişehir de plaat "26 M 9999" heeft. De eerste 99 geeft dus de provincie van het voertuig aan. De XXX kán een bepaalde district (bijvoorbeeld het district Polatlı van Ankara heeft als kenteken "06 PXX 9999") of het soort voertuig aangeven (bijvoorbeeld een dolmus of taxi), maar dit hoeft niet. De laatste cijfercombinatie, 99999, is voor de burger betekenisloos.
- 99 A 9999 (rode tekst op witte achtergrond): Provincieregering; Rectoren van universiteiten

| TR | 17 A 0446 |

- 99 A 99999, 99 AA 999 of 99 AAA 999 (witte tekst op blauwe achtergrond): Politie

| TR | 07 AA 954 |

- 99 B 9999 (blauwe tekst op witte achterhrond): Leden van internationale organisaties

| TR | 01 B 0426 |

- 99 CA 999 tot 99 CZ 999 (groene tekst op witte achtergrond): Diplomatische corps; Consulaten (wit op groen)

| TR | 81 CE 811 |

- 99 G 9999 (zwarte tekst op gele achtergrond): Tijdelijk (max. één maand),

| TR | 35 G 1485 |

- 99 GMR 999 (rode tekst op groene achtergrond): Tijdelijke douanekenteken

| TR | 16 GMR 032 |

- 99 MA 999 tot 99 MZ 999: Buitenlanders met een tijdelijke toestemming

| TR | 06 MA 365 |

- 34 TXX 99: Taxi's uit Istanbul

| TR | 34 TSL 83 |

- 99 T 9999: Taxi's uit alle provincies behalve Istanbul

| TR | 61 T 0056 |

## Bijzondere kentekens
- President van Turkije: CB 999 (gouden tekst op rode achtergrond)

| CB 001 |

- Vicevoorzitter en voorzitter van de parlementaire commissies: TBMM 999 (gouden tekst op rode achtergrond)

| TBMM 037 |

- Spreker, premier, kabinetsleden, e.d.: 9999 (gouden tekst op rode achtergrond),

| 0019 |

- Provinciegouverneur: 99 9999 (gouden tekst op rode achtergrond), waarbij de eerste twee cijfers de provincie aangeven

| 34 0024 |

- Militairen: 999999 (zwarte tekst op witte achtergrond).

| 175 822 |

## Provinciecodes
De eerste twee cijfers van de Turkse kentekenplaten geven de onderstaande provincies aan. Aanvankelijk waren de provincies op alfabetische volgorde genummerd. Echter, door naamsveranderingen (bijvoorbeeld het veranderen van de provincienaam Içel naar Mersin) en het ontstaan van nieuwe provincies is de lijst niet meer geheel op alfabetische volgorde.
| - 01 Adana - 02 Adıyaman - 03 Afyonkarahisar - 04 Ağrı - 05 Amasya - 06 Ankara - 07 Antalya - 08 Artvin - 09 Aydın - 10 Balıkesir - 11 Bilecik - 12 Bingöl - 13 Bitlis - 14 Bolu - 15 Burdur - 16 Bursa - 17 Çanakkale - 18 Çankırı - 19 Çorum - 20 Denizli - 21 Diyarbakır - 22 Edirne - 23 Elazığ - 24 Erzincan - 25 Erzurum - 26 Eskişehir - 27 Gaziantep | - 28 Giresun - 29 Gümüşhane - 30 Hakkari - 31 Hatay - 32 Isparta - 33 Mersin - 34 İstanbul - 35 İzmir - 36 Kars - 37 Kastamonu - 38 Kayseri - 39 Kırklareli - 40 Kırşehir - 41 Kocaeli - 42 Konya - 43 Kütahya - 44 Malatya - 45 Manisa - 46 Kahramanmaraş - 47 Mardin - 48 Muğla - 49 Muş - 50 Nevşehir - 51 Niğde - 52 Ordu - 53 Rize - 54 Sakarya | - 55 Samsun - 56 Siirt - 57 Sinop - 58 Sivas - 59 Tekirdağ - 60 Tokat - 61 Trabzon - 62 Tunceli - 63 Şanlıurfa - 64 Uşak - 65 Van - 66 Yozgat - 67 Zonguldak - 68 Aksaray - 69 Bayburt - 70 Karaman - 71 Kırıkkale - 72 Batman - 73 Şırnak - 74 Bartın - 75 Ardahan - 76 Iğdır - 77 Yalova - 78 Karabük - 79 Kilis - 80 Osmaniye - 81 Düzce |

De codes van de provincies komen overeen met de codes van ISO 3166-2:TR.